# Hotel zła II
Hotel zła II (tytuł oryg. Fritt vilt II, tytuł międzynar. Cold Prey 2) – norweski horror filmowy w reżyserii Matsa Stenberga z 2008 roku, sequel Hotelu zła (2006). 5 kwietnia 2009 roku film zaprezentowano podczas Lyon L’Étrange Festival we Francji.

## Zarys fabuły
Jannicke, ocalała bohaterka Hotelu zła, budzi się w szpitalu. Wszyscy z jej przyjaciół są martwi, okazuje się, że tylko ona przeżyła konfrontację z psychopatycznym mieszkańcem opuszczonego schroniska ukazanego w poprzednim filmie. Spacerując ciemnymi korytarzami szpitala, Jannicke uważa, że jej koszmar dobiegł końca. Nie jest to jednak prawda...

## Obsada
- Ingrid Bolsø Berdal − Jannicke
- Marthe Snorresdotter Rovik − Camilla
- Mats Eldøen − Sverre
- Kim Wifladt − Ole
- Robert Follin − Geir Olav Brath